# Fletcher Dragge

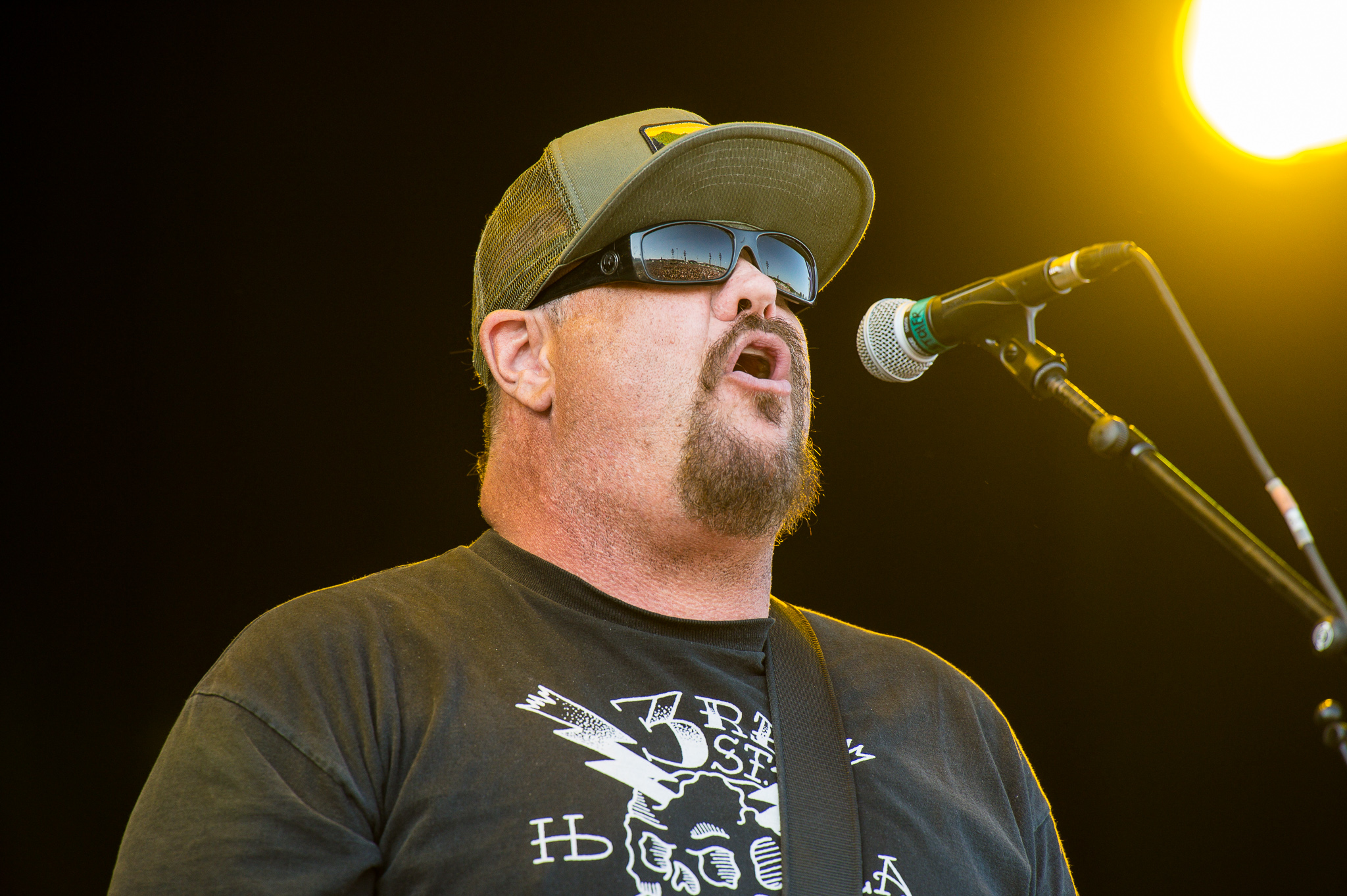
Fletcher Dragge, Rock im Park 2014.

Fletcher Dragge (22 de abril de 1966) es el guitarrista original de la banda de punk rock Pennywise.

## Biografía
Dragge comenzó en la escena musical en un grupo de punk rock llamado CON/800. En 1988 fundó, junto a Jason Thirsk, Jim Lindberg y Byron McMackin, la banda Pennywise. También ha producido discos de las bandas punk rock y punk pop 98 Mute y 1208.
Dragge se muestra muy crítico con la industria musical actual, el punk rock, la política y el mercado discográfico. Cuando se le pregunta por el panorama del pop punk actual responde que "Desde el éxito de blink-182, todos los grupos han querido imitarlos. Hoy, todas las producciones punk rock son idénticas. El sonido de las guitarras es insignificante y todo tiene que ser perfecto. De hecho, hoy en día este estilo está completamente prefabricado. Por eso hemos intentado cosas diferentes, hemos cambiado de equipo, las guitarras están más presentes y son más sucias. A veces tocamos con estos grupos y normalmente son muy simpáticos, muy majos. Pero ese es el problema. El punk rock no es una música de tipos majos. Es la música de la revolución, de la polémica. Todos esos jóvenes vestidos y tatuados a saco, a los cuales la MTV y todas las emisoras de radio son tan aficionados en este momento, no tienen mucho que ver con el punk rock. Estoy seguro de que cuando la industria del disco haya encontrado su nuevo fenómeno musical, todo el mundo pasará de esos grupos, de la misma manera que hoy a la gente le importa muy poco los grupos heavy metal de los 80".
Especialmente duro se mostró en su día con The Offspring y Bad Religion, a quienes no perdonó el hecho de que se hubieran cambiado a una multinacional tras crecer con Epitaph en sus inicios en el punk rock. "Si, para mi estar en una banda de punk rock y considerarte como tal es muy personal, los chicos aprecian las diferencias entre nosotros y ellos. Ellos (The Offspring y Bad Religion) salieron de abajo, de la escena punk rock independiente. Epitaph puso el punk rock en el mapa, trabajando muy duro para subir grandes bandas, y creo que Bad Religion se fue porque querían vender más discos y así ganar más dinero. Para Pennywise no se trata de dinero, tenemos una buena vida, estamos bien pagados; cuando nos preguntan que haríamos si una multinacional nos diera los millones que a The Offspring, en nuestro precio hay cosas que una multinacional no puede ofrecer, no se trata de millones. Nos gusta Epitaph, en el staff de Epitaph la gente lo vive, trabaja para que los grupos puedan tocar música para los chicos, en cambio el presidente de Sony Records es un tipo viejo al que no le importa una mierda el punk rock, lo único que le preocupa es hacer más dinero". Los componentes de la banda han sido o son esponsorizados por marcas de ropa surf y skate como Volcom o Vans. Sin embargo, Dragge asegura que ese es un corporativismo sano:
"Sí, si te refieres a bandas que reciben dinero por lucir ciertas marcas, hay muchos grupos así, que firman un contrato con Adidas y les pagan 5.000 dólares por llevar sus zapatillas, creo que esto es una esponsorización corporativa y no es bueno. Nosotros estamos esponsorizados por mucha gente, pero solo por amistad; tenemos muchas amistades trabajando para Vans, llevo zapatillas Vans desde que tenía 10 años, creo que son las mejores, y si ellos quieren regalarme dos o tres zapatillas al mes las llevare. Son amigos, son gente que viene a nuestros conciertos, vienen gratis, vamos a beber cerveza, vamos a hacer surf juntos, les hemos dado algunos CD y ellos a nosotros alguna camiseta. Pennywise no recibe dinero de ningún patrocinador. Los chicos deberían vestir como quisieran, elegir la marca que prefieren, pero los hay que se ven influenciados por lo que otra gente lleva. La única razón por la que vestimos con cierta ropa es porqué nos gusta y nos gusta la gente que hay detrás. Además hay cosas muy positivas, como el Warped Tour, está esponsorizado por Vans, y eso está bien; ellos fabricaron las primeras zapatillas de skateboard. Fueron y pusieron dinero en el proyecto, porque ellos creían en el skateboarding y en la escena punk rock, en el snowboarding, el surf, en todo esto. Han ayudado mucho a que los precios del festival sean más asequibles para los chicos, a que se junten para pasar un buen rato practicando skateboarding, haciendo deporte, viendo grupos. Esta clase de esponsorización es buena."
Dragge también tiene sus negocios fuera de la música, como un restaurante en la playa de Hermosa Beach, California, llamado "Los Muchachos".